# Nazca-Linien
Koordinaten: 14° 43′ 14″ S, 75° 9′ 1″ W
Die Nazca-Linien, oft auch Nasca-Linien geschrieben, sind über 1500 riesige, nur aus der Luft und von umliegenden Hügeln aus sicht- und erkennbare Scharrbilder (Geoglyphen) in der Wüste bei Nazca und Palpa in Peru. Benannt sind die Linien, die Wüste und die Kultur nach der unweit der Ebene liegenden Stadt Nazca. Als Urheber der Linien gelten die Paracas-Kultur und die Nazca-Kultur. Die Nazca-Ebene zeigt auf einer Fläche von 500 km² schnurgerade, bis zu 20 km lange Linien, Dreiecke und trapezförmige Flächen sowie Figuren mit einer Größe von etwa zehn bis mehreren hundert Metern, z. B. Abbilder von Menschen, Affen, Vögeln und Walen. Oft sind die figurbildenden Linien nur wenige Zentimeter tief. Durch die enorme Größe sind sie nur aus großer Entfernung zu erkennen, von den Hügeln in der Umgebung oder aus Flugzeugen.
Eine systematische Erkundung und Vermessung zusammen mit archäologischen Grabungen zwischen 2004 und 2009 im Umfeld und zum Teil in den Linien konnte ihre Entstehung und ihren Zweck mit hoher Wahrscheinlichkeit klären: Es handelt sich demnach um Gestaltungen im Rahmen von Fruchtbarkeitsritualen, die zwischen 800 v. Chr. und 600 n. Chr. angelegt und durch periodische Klimaschwankungen veranlasst wurden.

## Beschaffenheit und Alter
Entstanden sind die Bilder durch Entfernung der oberen Gesteinsschicht, die von Wüstenlack überzogen ist (negatives Relief). Dieser Wüstenlack besteht aus einem rostroten Gemisch aus Eisen- und Manganoxiden. Dadurch kommt das hellere Sedimentgemisch zum Vorschein und bildet beigegelbe Linien. Teilweise wurden auch Linien markiert, indem Steine aus der Umgebung aufgehäuft wurden (positives Relief).
Anhand archäologischer Vergleiche der Bilder in der Wüste mit Motiven auf Keramiken der Nazca-Periode nahm man lange an, dass die Geoglyphen in der Zeit der Nazca-Kultur zwischen 200 v. Chr. und 600 n. Chr. entstanden, doch gilt heute als Entstehungszeit der ältesten Figuren die Paracas-Periode von 800 v. Chr. bis 200 v. Chr. Die Schöpfer der Scharrbilder lebten in den Tälern des Río Nazca, Río Palpa und Río Ingenio. Die Pyramidenstadt Cahuáchi soll ein religiöses Zentrum der Nazca-Kultur gewesen sein. Als Erklärung für die lange Besiedlungszeit vermuten italienische Forscher um Rosa Lasaponara ein System aus unterirdischen Wasserkanälen mit trichterförmigen Zugängen (puquios), das unterirdische wasserführende Schichten für die Bewässerung nutzbar machte und in Staubecken speicherte.

## Entdeckungen und Forschungsgeschichte

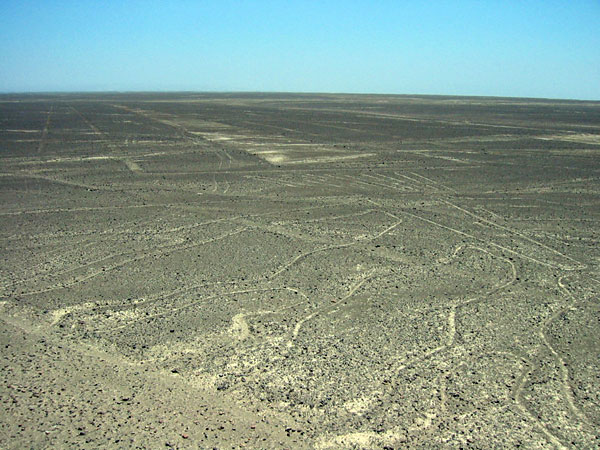
Nazca-Linien bei Nazca, Peru

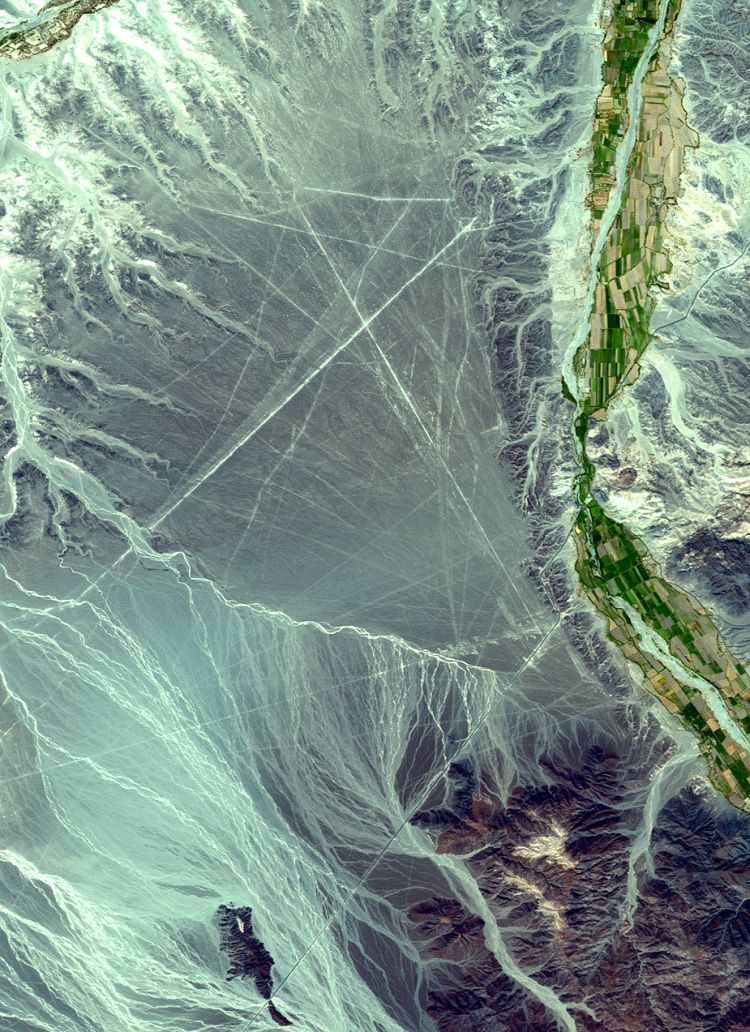
Nazca-Linien in der Nazca-Wüste zwischen Nacza und Palpa (Satellitenbild, rechts ist Norden). Die grünen Bereiche sind Felder bei Changuillo und El Ingenio. Die diagonale Linie, die auf den unteren Bildrand trifft, ist die Panamericana.

Schon der spanische Conquistador Pedro de Cieza de León berichtete in seiner Chronik von Peru (1553) von den Nazca-Linien, allerdings deutete er sie irrtümlich als Wegmarkierungen. Der spanische Verwaltungsbeamte (Corregidor) Luis Monzón, der die Linien im Jahr 1586 erwähnte, hielt sie für Überreste von alten Straßen.
Die vollständigen Figuren kann man nur aus der Luft erkennen. In diesem Sinne entdeckt wurden die Nazca-Linien erst in den 1920er Jahren oder spätestens in den 1930er Jahren, als regelmäßig Flugzeuge die Nazca-Wüste überflogen. Die Beobachtungen von Piloten und Passagieren lösten aber zunächst noch keine intensiven Nachforschungen aus.
Im Jahr 1926 wurden Nazca-Linien erstmals wissenschaftlich beschrieben. In diesem Jahr erforschte Alfred Kroeber bei seiner Peru-Expedition vor allem die Keramik der Nazca-Kultur. Er bemerkte auch die Bodenlinien und beschrieb einige von ihnen. Seine Texte, Fotografien und Zeichnungen, wahrscheinlich die erste Dokumentation der Nazca-Linien, wurden allerdings erst 1998 publiziert.
Ungefähr zur selben Zeit – 1926 oder 1927 – entdeckte der peruanische Archäologe Toribio Mejía Xesspe gerade Linien, Zickzacklinien und Trapeze bei Wanderungen in den umliegenden Hügeln. Er interpretierte sie als Straßen mit religiöser Bedeutung. Mejía Xesspe stellte seine Erkenntnisse 1939 bei einer Konferenz in Lima vor.
Der Historiker Paul Kosok von der Long Island University in Brooklyn kam 1940 nach Peru, um antike Bewässerungssysteme zu untersuchen. Er erkannte, dass es sich bei den Linien nicht darum handeln konnte, da sie großteils schnurgerade über Hügel und Vertiefungen hinweg verliefen. Bei einem Flug über das Gelände erkannte er eine Vogelfigur. Zufällig beobachtete er zusammen mit seiner Frau von einer Anhöhe aus den Sonnenuntergang zur Zeit der Sonnenwende am 21. Juni 1941. Sie bemerkten, dass eine der langen Linien von ihrem Standort genau in Richtung des Sonnenuntergangs zeigte. Kosok glaubte begeistert, die Lösung des Rätsels gefunden zu haben: Wenig später hielt er die Nazca-Ebene für „das größte Astronomiebuch der Welt“.
Die Mathematikerin und Physikerin Maria Reiche traf Paul Kosok in Lima, als dieser eine Spanisch-Übersetzerin für seine englischen Texte suchte, und wurde seine Assistentin. Nach einer Unterbrechung wegen des Zweiten Weltkriegs verfolgte sie Kosoks Ansatz weiter, in den Linien und Figuren einen riesigen astronomischen Kalender zu sehen. Sie vermaß unzählige Linien mit Maßband, Sextant und Kompass, später auch mit einem Theodolit. Sie reinigte die teils verdeckten Linien, entdeckte immer mehr Figuren, zeichnete sie, suchte nach Zusammenhängen mit dem Lauf der Sonne und der Sterne. Durch ihre leidenschaftliche Arbeit wurden die Nazca-Linien weltweit bekannt. Sie setzte sich bis zu ihrem Lebensende 1998 unermüdlich für den Schutz und Erhalt dieser Wüstenfiguren ein und bemühte sich um deren Interpretation. Viele Figuren wurden durch Fuß- und Autospuren zerstört. Durch die Initiative Reiches ergriff die peruanische Regierung Maßnahmen, um eine weitere Zerstörung zu verhindern. So wurden die Geoglyphen 1994 von der UNESCO als „Linien und Bodenzeichnungen von Nasca und Pampa de Jumana“ zum Weltkulturerbe erklärt.
Im Jahre 2005 wurden ca. 50 weitere von 600 v. Chr. bis 100 v. Chr. entstandene Scharrbilder in einem Gebiet von rund 145 km² erstmals systematisch erfasst.
Durch Forschungen des Deutschen Archäologischen Instituts wurden erstmals Siedlungen, Gräber, Petroglyphen und Geoglyphen der Region systematisch erfasst und einige Fundorte ergraben. Unerwarteterweise war das Gebiet trotz harscher klimatischer Bedingungen von der frühen Formativzeit, ab ca. 1500 v. Chr., bis zum Kontakt mit Spaniern (1532) durchgehend besiedelt. Geoglyphen wurden erstmals in der Paracas-Zeit von 800 bis 200 v. Chr. angelegt, den Höhepunkt erreichten sie in der frühen und mittleren Nasca-Zeit zwischen der Zeitenwende und 450. Ab 600 entstanden keine Geoglyphen mehr. Auf der Hochfläche fand man Siedlungsbauten, Gräber und kleine Steingebäude unmittelbar an den Linien, in denen Opfergaben niedergelegt waren. Die Ausgräber nennen sie „Tempel“. Zudem wurden Pfostenlöcher gefunden. Bis einschließlich des Jahres 2007 sind mindestens 1500 Geoglyphen an der ETH Zürich in Zusammenarbeit mit der Kommission für Archäologie Außereuropäischer Kulturen des Deutschen Archäologischen Instituts photogrammetrisch vermessen und mindestens 639 davon genau beschrieben und klassifiziert worden.
Im Jahr 2011 entdeckten japanische Wissenschaftler 138 weitere Hügel und Linien, darunter zwei Figuren, die einen menschlichen Kopf und ein Tier darstellen. Da sie relativ klein sind, waren sie vom Flugzeug aus kaum erkennbar. Im Jahr 2018 und 2020 sind insgesamt mindestens 50 weitere Scharrbilder entdeckt worden. Nachdem 2020 der Fund eines Scharrbilds einer riesigen Katze („Nazca-Katze“) bekannt gemacht wurde, wurden 2022 ungefähr 170 neue Scharrbilder von einem japanischen Forschungsteam der Universität Yamagata entdeckt. Neben Scharrbildern von Katzen existieren auch Scharrbilder von anderen Tieren (darunter Kamele, Vögel, Schlangen, Killerwale). Stand Dezember sind insgesamt 358 Scharrbilder in der Wüste bei Nazca und Palpa bekannt.
2024 fanden japanische Forscher mithilfe von künstlicher Intelligenz mehrere hundert weitere Geoglyphen. Dabei identifizierte die KI über eintausend Kandidaten für noch unbekannte Nazca-Figuren. Diese wurden anschließend von Archäologen überprüft.
Heute werden Artefakte mit Drohnen und dem GPS genau vermessen und erforscht.

## Deutungen
Zur Erklärung der Frage, warum die geheimnisvollen Nazca-Linien erschaffen wurden, sind die verschiedensten Theorien und Hypothesen entwickelt worden. Markus Reindel, Nazca-Spezialist beim Deutschen Archäologischen Institut, spricht von einer „Unzahl von zum Teil phantastischen Hypothesen“. Die Deutungen gehen überwiegend von einem religiösen Hintergrund aus. Manche Erklärungsversuche nehmen einen Zusammenhang mit Bewässerungssystemen oder der Bedeutung des Wassers in der trockenen Umgebung an, andere sehen eine Verbindung zur Astronomie. So gibt es Zusammenhänge zwischen den Richtungen einiger Linien und Sonnwendpunkten.
Bevor die Luftfahrt einen besseren Blick auf die Nazca-Linien ermöglichte, hielt man sie für Pfade oder alte Straßen oder zumindest für Wegmarkierungen. Erst die genauere Betrachtung legte eine religiöse Bedeutung nahe. Toribio Mejía Xesspe, der sich 1926/1927 als Erster systematisch mit den Bildern beschäftigte, interpretierte sie als „große Artefakte der Inka-Zeremonien“ – und die Linien als Straßen für religiöse Handlungen. Die Tierfiguren erschienen nun als Pfade, auf denen möglicherweise Opfergaben hinterlegt wurden.
Der Experimentalarchäologe Jim Woodman ging von der Überlegung aus, dass die Linien und Scharrbilder von Nazca nur aus der Luft betrachtet Sinn ergeben. Er stellte die These auf, dass bereits die Inka eine Mischung aus Heißluftballon und Solarballon bauen konnten. Eine Art Feuergruben an den Enden vieler Linien könnten dem Aufheizen der Luft in einem Ballon gedient haben. Anhand verfügbarer Materialien, überlieferter Legenden und mit Hilfe von Ingenieuren rekonstruierte er einen Nachbau, den Condor I. Mit der Fahrt des Condor I über der Ebene von Nazca im Jahr 1975 versuchte er seine These zu bekräftigen. An Bord befanden sich Jim Woodman selbst und der Heißluftballon-Pilot Julian Nott. 1977 veröffentlichte Woodman das Buch Nazca: Journey to the Sun, das auch in deutscher Übersetzung erschien. Gegen Woodmans Argumentation sind eine Vielzahl von Einwänden vorgebracht worden, beginnend bei seiner Ausgangsüberlegung: Luftfahrt sei nämlich gar nicht nötig, um die Linien und Figuren sehen zu können. Zumindest Teile davon könne man von Anhöhen aus überblicken, was Toribio Mejía Xesspe durch seine Entdeckung der Linien bewiesen habe. Es gebe keine konkreten Belege für die angebliche Nutzung von Ballonen und auch keine Spuren von Feuerstellen, die groß genug gewesen wären, um die Luft in den Ballons bis zur Flugfähigkeit zu erhitzen.
August Steimann, der die Geoglyphen in den 1970er Jahren untersuchte, stellte eine ähnliche Hypothese auf wie Woodman. Er sah in den geraden Linien Laufwege, auf denen Helfer bemannte Fesseldrachen in die Luft zogen. Es sei „denkbar“, dass die Menschen nach dem Start frei umherflogen, wie mit einem Hängegleiter. Die Figuren am Boden hätten ihnen dabei möglicherweise als Orientierungshilfen gedient.
Georg von Breunig veröffentlichte ab 1980 Analysen der Nazca-Linien, zunächst in der venezolanischen Zeitschrift Interciencia. Er deutete die Nazca-Hochebene als gigantische Sportarena – wie auch Hoimar von Ditfurth.
Helmut Tributsch von der FU Berlin erblickte bei der Beobachtung der Nazca-Linien aufgrund einer Fata Morgana plötzlich einen See. Daraufhin war er überzeugt, die Bewohner der Gegend hätten mit Hilfe der Linien „symbolisch“ versucht, das von solchen Luftspiegelungen vorgetäuschte Wasser aus der Wüste abzuleiten. Er veröffentlichte seine Hypothese über den Zusammenhang zwischen Fata-Morgana-Erlebnissen und der Entstehung von religiösen Kulten im Jahr 1983 und wandte sie später auch auf andere Kulturen an.
Die Pfosten, die in den Pfostenlöchern an den Linien steckten, werden heute als Sichtmarken interpretiert. Die Linien und Figuren zusammen mit den damit verbundenen Sichtmarken und Gebäuden („Tempel“) deutet man als „Rituallandschaft“, als heilige Orte der Nazca-Kultur. Auf der Hochfläche setzte seit der Paracas-Zeit eine starke Wüstenbildung ein. Bei unregelmäßigen Flut- und Hochwasserereignissen wurden die Lehmziegelbauten schwer beschädigt. Da die Geoglyphen während der Klimaveränderung entstanden und man Funde in den als Tempel vermuteten Bauten in Zusammenhang mit Fruchtbarkeit wertete, deutet man die Gesamtanlage als Überreste von Fruchtbarkeitsritualen.
Die erste systematische Feldstudie der Geoglyphen wurde von den Archäologen Markus Reindel und Johny Isla Cuadrado durchgeführt. Seit 1996 dokumentierten sie mehr als 650 Fundstellen. Sie verglichen die Ikonographie der Linien mit der Keramik der Kulturen. Sie nehmen an, dass die figürlichen Motive der Geoglyphen auf einen Zeitraum zwischen 600 und 200 v. Chr. datiert werden können.
Eine Untersuchung von Nicola Masini und Giuseppe Orefici in der Pampa de Atarco in der Nähe des zeremoniellen Zentrums von Cahuachi zeigte eine räumliche, funktionale und religiöse Beziehung zwischen den Geoglyphen und den Tempeln von Cahuachi auf. Mithilfe von Satellitenfernerkundungstechniken entdeckten und analysierten italienische Forscher fünf Gruppen von Geoglyphen, die sich durch unterschiedliche Motive, Muster und Funktionen auszeichnen. Die wichtigsten weisen Mäander- oder Zickzackmotive mit klarer Zeremonialfunktion, Trapeze und Linien auf, die in Richtung der Cahuachi-Pyramiden konvergieren.

## Figuren

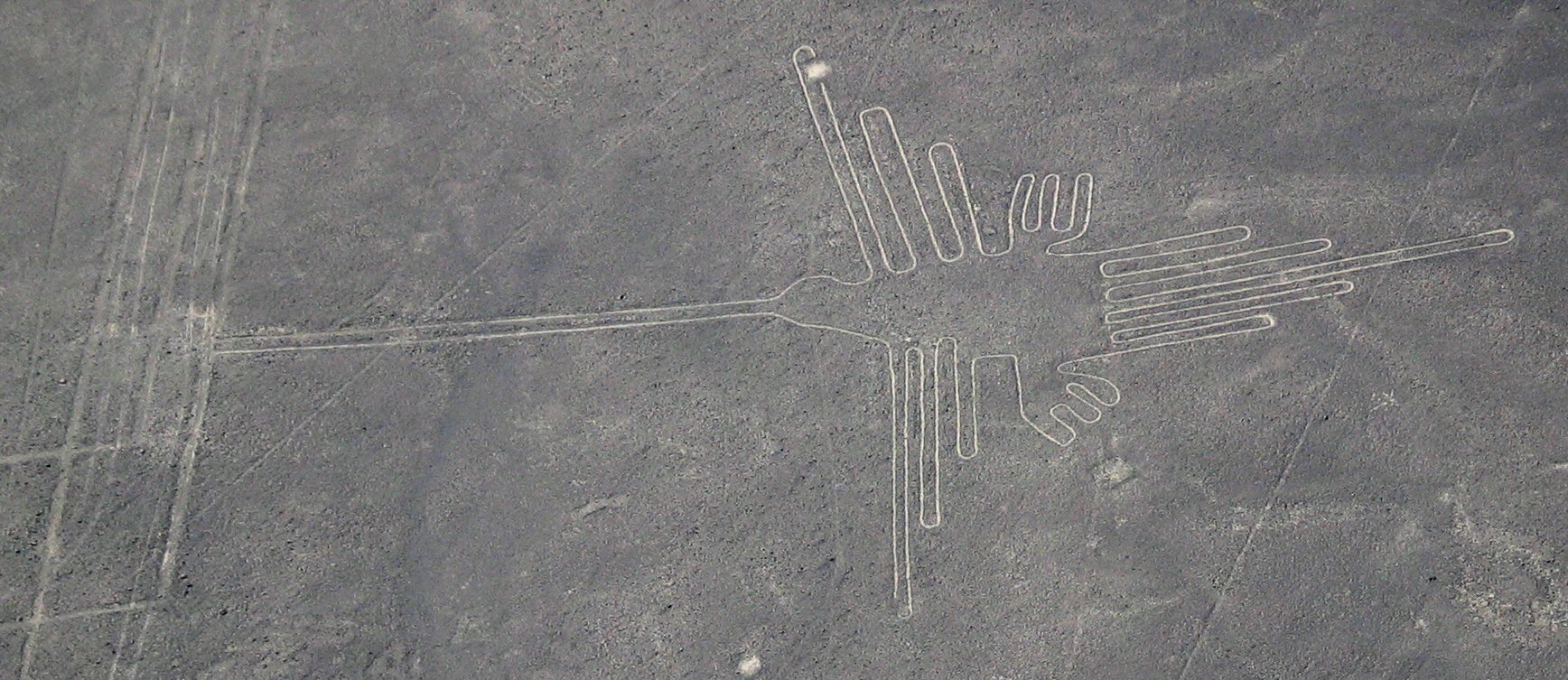
Darstellung eines Kolibris, Länge ca. 90 m

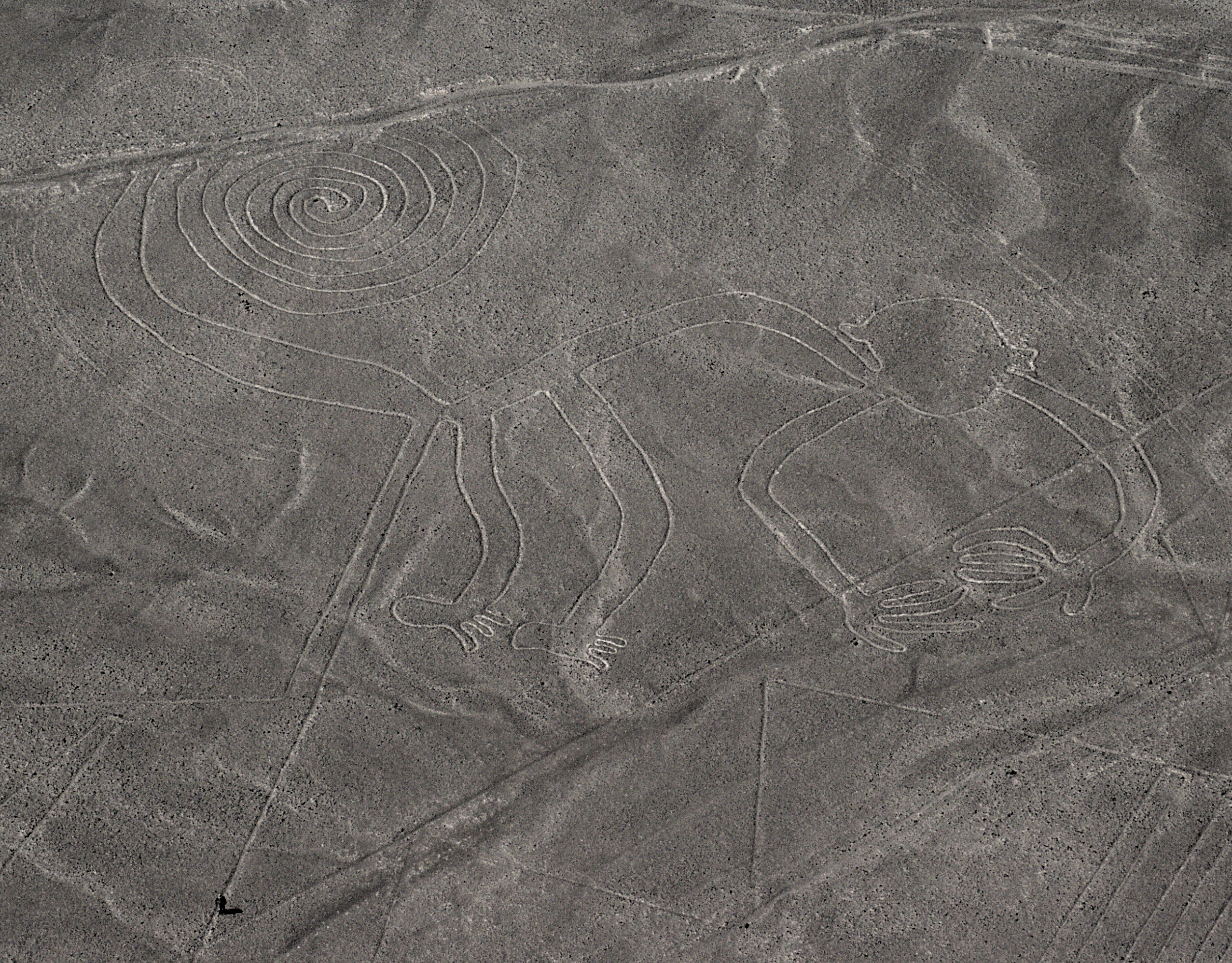
Etwa 80 Meter großes Scharrbild in Form eines Affen (mit gespreizten Fingern und einem zu einer großen Spirale gerollten Schwanz)

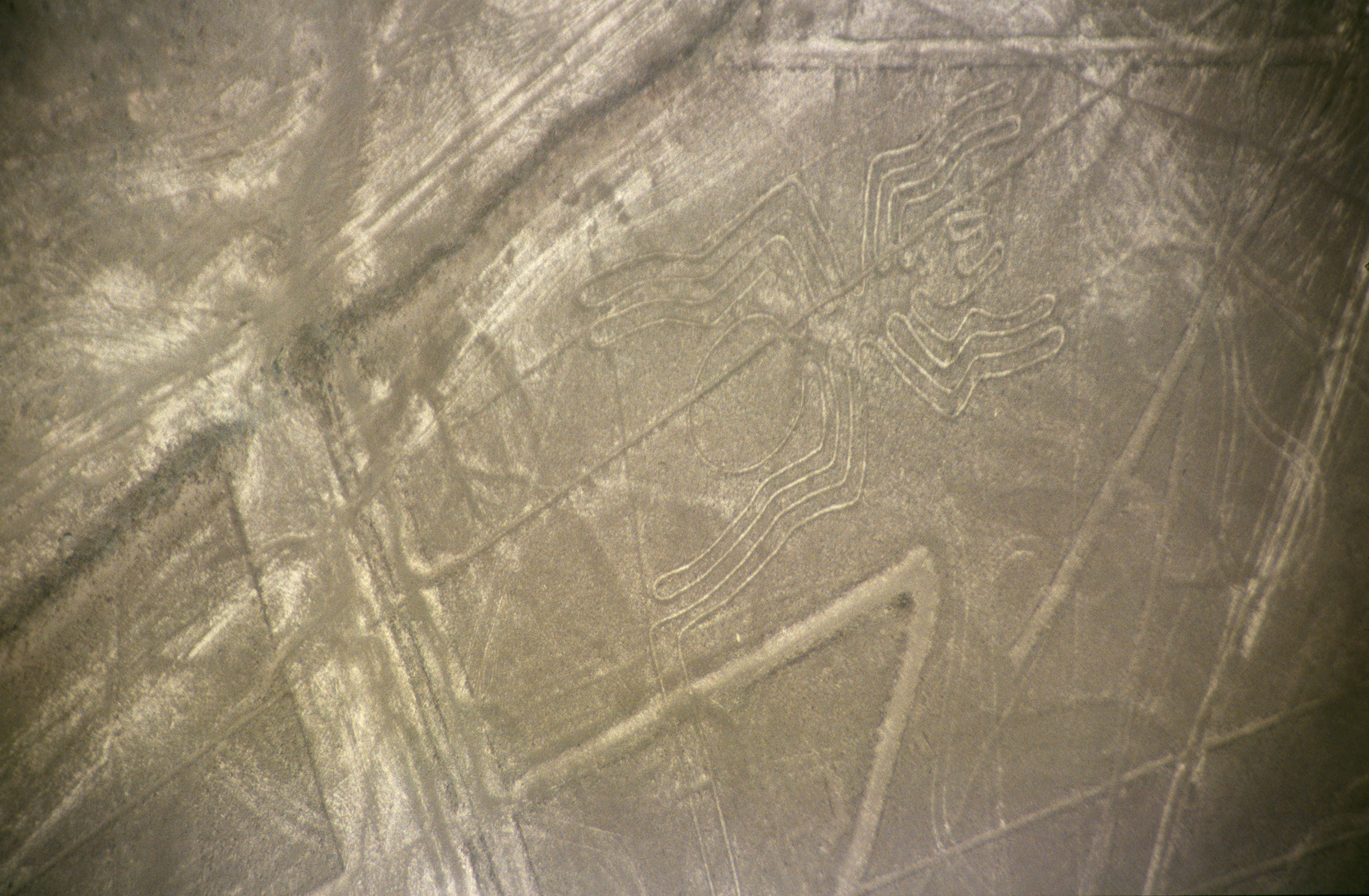
Darstellung einer Spinne

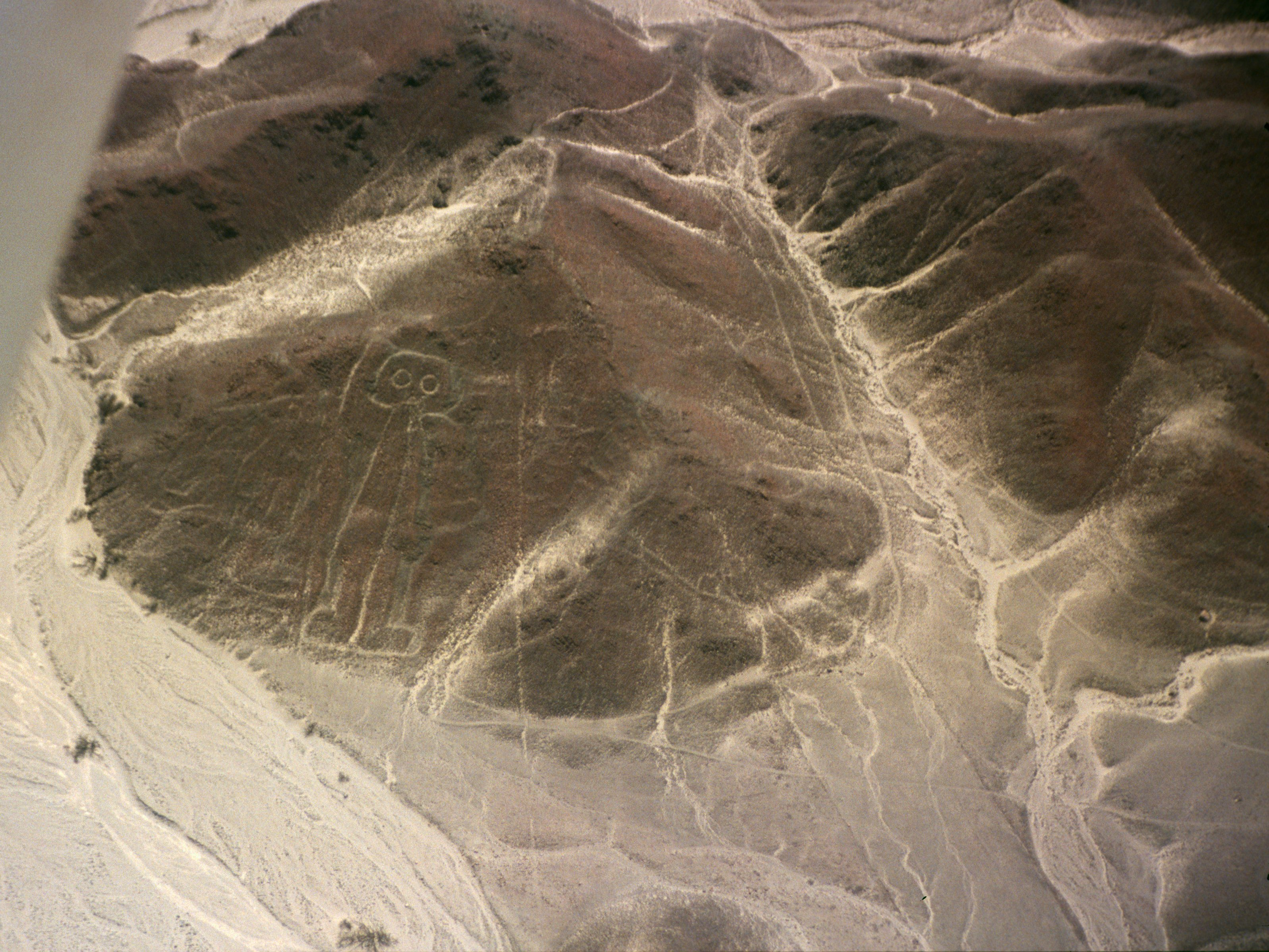
Scharrbild, das als „Astronaut“ bezeichnet wird

### Vögel
- Kolibri 14° 41′ 32,3″ S, 75° 8′ 57,1″ W
- Kondor 14° 41′ 51,3″ S, 75° 7′ 35″ W
- Küken 14° 41′ 40″ S, 75° 6′ 50″ W
- Papagei 14° 41′ 23,9″ S, 75° 6′ 25,5″ W
- Reiher 14° 41′ 8,7″ S, 75° 6′ 49,5″ W

### Weitere Tierfiguren
- Affe 14° 42′ 25″ S, 75° 8′ 19,3″ W
- Echse 14° 41′ 36,8″ S, 75° 6′ 53,2″ W
- Hund 14° 42′ 23,2″ S, 75° 7′ 50,7″ W
- Katze 14° 42′ 26,6″ S, 75° 6′ 9,4″ W
- Spinne 14° 41′ 39,4″ S, 75° 7′ 21,6″ W
- Wal 14° 48′ 59,7″ S, 74° 59′ 41,4″ W

### Sonstige Figuren
- „Astronaut“ 14° 44′ 42,8″ S, 75° 4′ 47,1″ W
- Baum 14° 41′ 38,8″ S, 75° 6′ 53,4″ W
- Hände 14° 41′ 40,6″ S, 75° 6′ 51,2″ W
- Spirale 14° 41′ 18,3″ S, 75° 7′ 23,1″ W

## Beschädigungen der Geoglyphen
- Durch Starkniederschläge (in der Regel im Zusammenhang mit El Niño) kommt es gelegentlich zu natürlichen Beschädigungen an einzelnen Linien.[39]

- Im Dezember 2014 wurden in unmittelbarer Nähe des Kolibri im Rahmen einer PR-Aktion von Greenpeace anlässlich des Klimagipfels in Lima Fußspuren hinterlassen.[40] Diese von Medien und staatlichen Institutionen stark kritisierte Aktion lenkte auch erneute Aufmerksamkeit auf teils großflächige Beschädigungen von Geoglyphen außerhalb des UNESCO-Weltkulturerbegebietes, die durch die Rallye Dakar in den Jahren 2012 und 2013 verursacht worden waren.[41][42]

- Im Januar 2018 verließ ein LKW-Fahrer im Gebiet der Linien die Straße und fuhr etwa 100 m weit durchs Gelände, wodurch mehrere der Figuren durch lange tiefe Fahrspuren beschädigt wurden. Er wurde von Wächtern gestoppt. Die Gründe sind unklar: Nach einigen Quellen wollte er einen Reifen wechseln, nach anderen eine Mautzahlung vermeiden. Er war fremd in der Gegend und sich der Sensibilität des Geländes nicht bewusst.[43][44]

## Nazca-Kultur
Neben den Wüstenlinien gibt es reichhaltige Siedlungsreste, Textilien-, Knochen-, Mumien- und Keramikfunde, die uns die Kultur der Paracas und der Nazca näherbringen. Inzwischen konnten zahlreiche archäologische Querbezüge zwischen diesen Artefaktgruppen hergestellt werden.